# Bogata de Sus, Cluj
Bogata de Sus (mai demult Bogata Ungurească, în maghiară Felsöbogát sau Magyarbogát) este un sat în comuna Vad din județul Cluj, Transilvania, România.

## Legături externe
Materiale media legate de Bogata de Sus la Wikimedia Commons

## Imagini

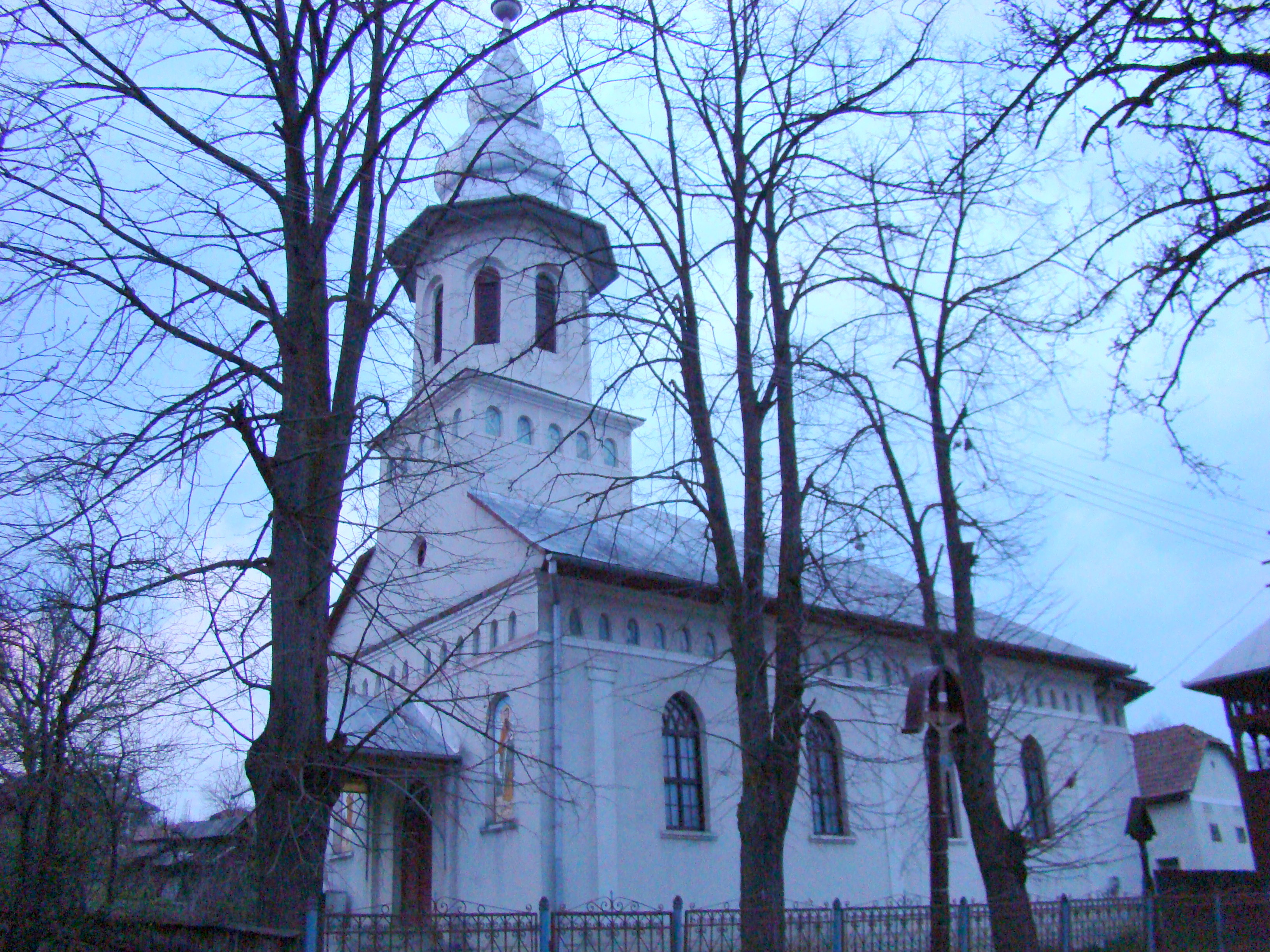
Biserica „Sfinții Apostoli Petru și Pavel”
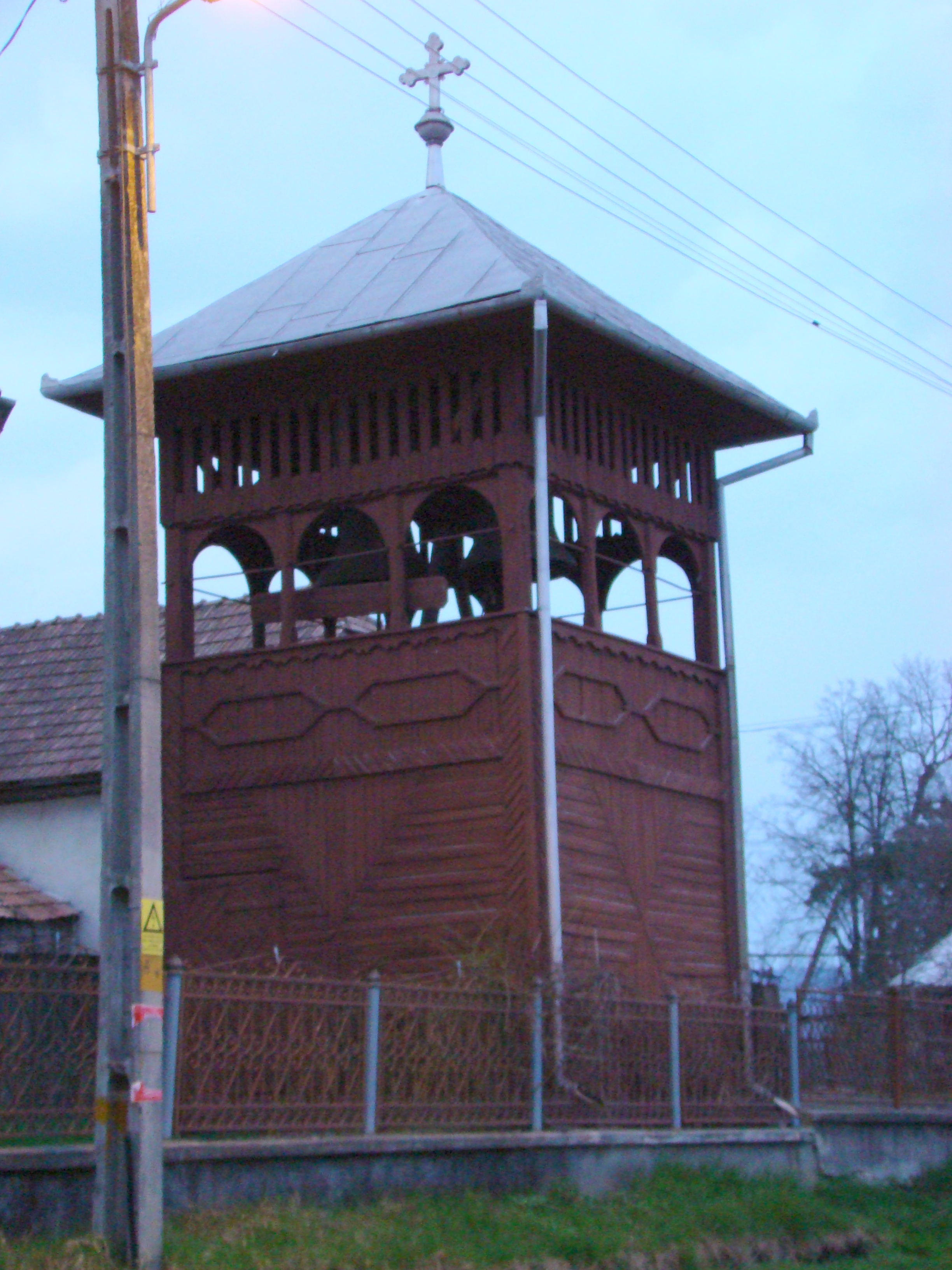
Clopotnița
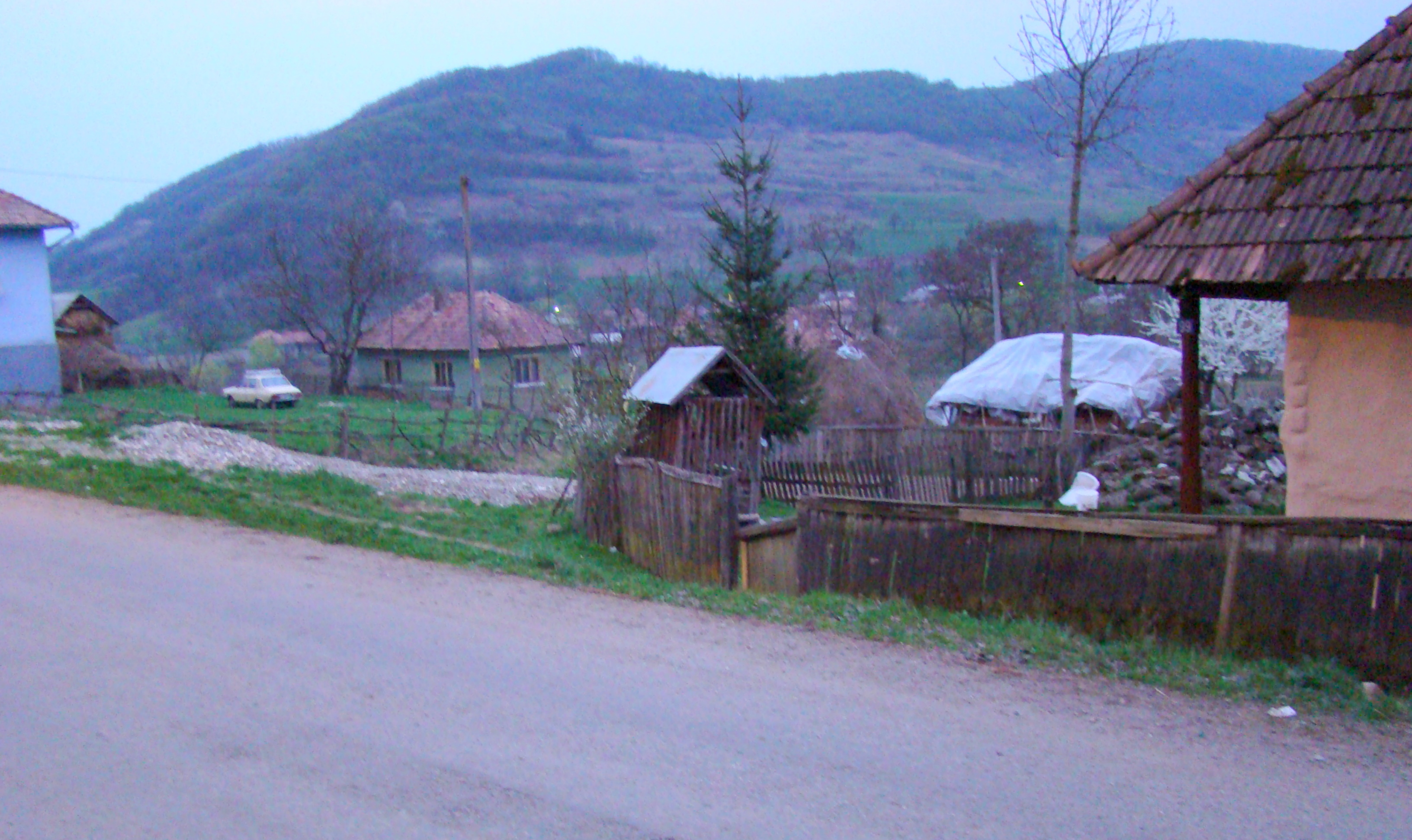